# Bitetto
Bitetto (IPA: [biˈtetto], Vetétte in dialetto locale) è un comune italiano di 11 755 abitanti della città metropolitana di Bari, noto per la presenza delle spoglie del Beato Giacomo, un frate laico morto in odore di santità, il cui corpo è rimasto nei secoli intatto.
Bitetto ha ricevuto il titolo di città nel 2007 dal presidente della Repubblica, Giorgio Napolitano. Sede vescovile fino al 1818, conserva una pregevole chiesa, già cattedrale, in stile romanico pugliese.

## Geografia fisica

### Territorio
Bitetto è situata nell'entroterra barese, a 17 km dal capoluogo e alle pendici delle Murge. Il territorio è prevalentemente pianeggiante, pur presentando un'escursione altimetrica di 97 m. La città, infatti, passa da un'altitudine minima di 92 m a una massima di 189; la casa comunale si trova a 141 metri di altitudine.
Dal punto di vista idrogeologico, il territorio del Comune di Bitetto è lambito a Nord dal ramo principale di lama Lamasinata, il che pone di fatto parte del territorio comunale in una condizione di esposizione a rischi di alluvione. In particolare si segnala una situazione di emergenza in corrispondenza della Lama Circoletta dove sono state realizzate case abusive. Ciononostante, solo una piccola parte del territorio comunale risulta ad oggi investita dalle perimetrazioni del P.A.I.
- Classificazione sismica: zona 3 (sismicità bassa), Ordinanza PCM n. 3274 del 20/03/2003 aggiornata con la Delibera della Giunta Regionale della Puglia n. 153 del 2.03.2004[8].

### Clima
Il clima del territorio è tipicamente mediterraneo, con inverni freschi, spesso sferzati da freddi venti balcanici, ed estati calde, a volte anche torride per l'azione di caldi venti sciroccali.
La stazione meteorologica più vicina a Bitetto è quella di Bari Palese. Il 30 luglio 2024 presso questa stazione meteorologica si registrò la temperatura più elevata: 48.9 °C. La temperatura minima assoluta risale al 3 gennaio 1993, quando si registrarono -6,0 °C.

La tabella sottostante mostra i dati dei valori medi registrabili nel comune di Bitetto.
| Bitetto                    | Mesi | Mesi | Mesi | Mesi | Mesi | Mesi | Mesi | Mesi | Mesi | Mesi | Mesi | Mesi | Stagioni | Stagioni | Stagioni | Stagioni | Anno |
| Bitetto                    | Gen  | Feb  | Mar  | Apr  | Mag  | Giu  | Lug  | Ago  | Set  | Ott  | Nov  | Dic  | Inv      | Pri      | Est      | Aut      | Anno |
| -------------------------- | ---- | ---- | ---- | ---- | ---- | ---- | ---- | ---- | ---- | ---- | ---- | ---- | -------- | -------- | -------- | -------- | ---- |
| T. max. media (°C)         | 12   | 13   | 15   | 18   | 22   | 26   | 28   | 28   | 25   | 21   | 17   | 14   | 13       | 18,3     | 27,3     | 21       | 19,9 |
| T. min. media (°C)         | 5    | 5    | 7    | 9    | 13   | 17   | 19   | 19   | 17   | 13   | 9    | 6    | 5,3      | 9,7      | 18,3     | 13       | 11,6 |
| Precipitazioni (mm)        | 51   | 57   | 52   | 47   | 37   | 32   | 27   | 39   | 62   | 65   | 54   | 63   | 171      | 136      | 98       | 181      | 586  |
| Umidità relativa media (%) | 77   | 74   | 72   | 68   | 68   | 65   | 64   | 65   | 68   | 72   | 76   | 78   | 76,3     | 69,3     | 64,7     | 72       | 70,6 |

- Classificazione climatica di Bitetto[9]:
  - Zona climatica C;
  - Gradi Giorno 1380.

## Origini del nome
Il nome Bitetto trae origine da Bitectum, una forma latina che risale all'epoca romana, quando il territorio agrario venne suddiviso in contrade come Babuctam (oggi Bavotta), Clausurae (oggi Chiusure) e, appunto, Bitectum. La forma Bitectum era ricorrente nei documenti ufficiali dal Medioevo fino all'Età Moderna.
Altre possibili origini sono:
- Vitetum (Terra ricca di viti), dovuto all'importanza per l'economia locale di questa pianta, ancora oggi coltivata e presente anche nello stemma comunale; a supporto di questa teoria vi è l'assonanza in dialetto tra il termine "v'tet" (vigneto) e "vetétte" (Bitetto).
- Bis Tectum (due volte il tetto), città ricostruita due volte oppure secondo tetto per gli abitanti di Bari fuggiti dopo la distruzione della città da parte dei Saraceni.
- Beth Hetium (villaggio arido), termine forse di origine greca che indica la struttura del paese, costituito da piccoli raggruppamenti agricoli situati in territorio privo di sorgenti o acque stagnanti.

## Storia

### Origini
Tra il secondo e il primo millennio a. C. i nomadi Iapigi, provenienti dalle coste dalmate, si insediarono sul territorio dell'odierna Puglia, dividendosi in Dauni a nord, Peucezi al centro e Messapi al sud.
Le antiche popolazioni costruivano casupole con muri a secco o capanne, delle quali alcuni resti sono stati ritrovati in territorio bitettese, nei pressi della chiesa di Santa Maria la Veterana.
Con l'arrivo di coloni greci sulle coste messapiche e la fondazione di importanti città come Taras, l'antica Iapigia entrò in contatto con la Magna Grecia. Al periodo compreso tra il IV e il III secolo a.C. risalgono le due tombe monoblocco ritrovate ancora intatte, sempre nella zona di Santa Maria la Veterana, con corredo ceramico di epoca greca. In particolare nel maggio 1993, durante dei lavori di scavo effettuati per costruire civili abitazioni, è stato ritrovato un sarcofago monolitico di forma rettangolare coperto da una lastra in pietra; al suo interno il defunto era stato deposto in posizione fetale, assieme a un corredo costituito da ciottolini, piattini e lucerne.
Non è stata però mai rinvenuta traccia di centri abitati nel territorio di Bitetto, ad eccezione di qualche vaso dell'età del bronzo, sebbene l'origine della città venga ritenuta antichissima, coeva alla vicina Bitonto. Altri, tuttavia, fissano le sue origini al IX secolo.
A partire dal III secolo a.C., con l'espansione di Roma, si costruirono ville rustiche e masse tra i campi coltivati, mentre si formavano municipi lungo tre direttrici viarie: da Venosa, attraverso le Murge, a Taranto; da Canosa, attraverso Ruvo, Bitonto, Ceglie, Norba, a Egnazia; dall'Ofanto, lungo le coste adriatiche, a Brindisi e a Otranto. Ai tempi di Orazio (68-8 a.C.), Bitetto non esisteva ancora.

### Medioevo
Dopo la caduta dell'Impero romano d'Occidente e la sconfitta di Goti e Longobardi, la Puglia fu riconquistata dall'Impero bizantino. In questo periodo la regione sopportò un gravoso carico fiscale, ma si arricchì dal punto di vista culturale: il patrimonio artistico dell'epoca, infatti, fu profondamente influenzato dai nuovi elementi bizantini.
In quegli anni Bitetto iniziò a unificarsi, andando a costituire un unico villaggio la cui popolazione era in crescita. Esso si stringeva intorno a un cenobio istituito dai monaci basiliani in contrada San Marco, tra Bitetto e Bitritto. Conventi di questo tipo erano edificati per volere dei Bizantini: in questo modo, infatti, riuscivano a esercitare un maggior controllo sul territorio e la popolazione, sfruttando l'influenza religiosa e politica dei monaci sulle famiglie contadine, asservite ai gasindi per dissodare la gleba. In questa località sono state ritrovate tombe, medaglie, monete e alcuni ruderi risalenti per forma, iscrizioni e stile all'epoca bizantina. Dopo la cacciata dei Bizantini da Bari a opera del duca normanno, Roberto il Guiscardo, avvenuta il 1071, il cenobio, abbandonato dai basiliani, andò lentamente in rovina, riducendosi a un cumulo di pietre coperte di erbe.
La terra di Bari, sotto la pressione longobarda, entrò a far parte della Langobardia Minor, quindi del Ducato di Benevento. In questo periodo Bitetto fu compresa nel territorio della città di Bari, come testimonia un antichissimo documento, risalente al 1021, che si trova presso l'archivio di San Nicola di Bari: in esso si nomina Bitecte come luogo compreso nella nuova Giudicaria Longobarda di Bari, sede del gastaldo.
Si ritiene che sia stata distrutta ai tempi dell'imperatore Ludovico II il Giovane, giunto in Puglia per liberare Bari dai Saraceni, senza successo, a metà del IX secolo, e nuovamente danneggiata dai Saraceni sul finire del secolo.
Al X secolo risale il primo documento scritto, una pergamena del Codice Diplomatico Barese dell'anno 959 d.C., che riporta l'esistenza di tre cappelle in loco di Bitetto o Vitecte, dedicate rispettivamente a santa Maria, san Michele Arcangelo e san Tommaso, dove due sacerdoti celebravano la messa, previo pagamento di un censo annuale all'arcivescovo di Bari, Giovanni II. Nel documento si legge che esisteva un luogo chiamato Bitectum dove erano raggruppate delle casupole, formando appunto il locus, un villaggio esteso su un'antica contrada senza alcun recinto protettivo.
Cinquant'anni dopo, Bitecte era una solida collettività di residenti con obbiettivi comuni e comportamento solidaristico, una civitas in grado anche di partecipare con pari dignità alla lega delle città di Bari, Bitonto, Trani ribellatesi ai dominatori bizantini, contro i quali fecerunt bellum in Bitete, nell'anno 1011: è infatti qui che ebbe luogo la battaglia tra Melo di Bari e i bizantini.
Nel corso dell'XI secolo Bitetto fu elevata a sede vescovile, in quanto nel 1089 la bolla Quia nostris temporibus di papa Urbano II la cita come suffraganea di Bari; sul finire del secolo la Mensa arcivescovile ricevette in feudo la vicina Bitritto. La città venne distrutta per ben due volte nel 1164 da Guglielmo il Malo, rea di essersi opposta a suo padre Ruggero II nel 1129, e venne donata nel 1176 da suo figlio Guglielmo II alla chiesa di Monreale.
In epoca normanna, parte del territorio comunale venne stornato da Federico II e devoluto alla nascente città di Altamura, dove si stabilirono molti bitettesi. Il figlio Corrado IV di Svevia, tuttavia, la distrusse ancora una volta nel 1251, poiché fedele a papa Innocenzo IV. Con l'ascesa degli angioini, Bitetto ebbe nuovo splendore: sotto il regno di Carlo I cominciò la sua ricostruzione come cittadella, fortificata con torri e mura nel 1261, quindi fu tra le città più ricche della Terra di Bari e il borgo fu ingentilito da diversi edifici civili, alcuni dei quali pervenuti ad oggi.
I registri notarili locali del XIV e XV secolo attestano l'esistenza di una fiorente comunità ebraica dedita al commercio di tessuti e immobili e al noleggio di animali.
Nel 1349 Bitetto fu assediata e saccheggiata dalle truppe ungheresi guidate dal re Ludovico contro la regina Giovanna I, cui la città era rimasta fedele, per regolare la successione a Roberto d'Angiò. Successivamente la città venne ceduta dalla corona alla nobiltà feudale degli Arcamone e, dopo il 1419, la regina Giovanna II la donò a Lorenzo de Attendolis, talmente autoritario da allontanare il vescovo. Fu quindi data da Alfonso V d'Aragona ad Andrea Matteo III Acquaviva, duca d'Atri e signore di Martina Franca. In seguito alla ribellione del duca, nel 1507 la città fu donata a Prospero Colonna. In seguito il feudo torno agli Acquaviva, per poi essere soggetto a una continua serie di vendite.

### Età moderna
Il XV secolo vide il progressivo peggioramento delle condizioni di vita della popolazione bitettese: tra la fine del XV e l'inizio del XVI secolo la città venne colpita dalla peste, uccidendo, secondo i registri dell'epoca, 3 249 abitanti. I superstiti abbandonarono gli alloggi fuori dalle mura cittadine; l'area all'esterno del centro storico non sarebbe stata ripopolata che nel primo Ottocento.
Nel 1731 il regio demanio sottrasse il feudo di Bitetto, comprendente anche Carbonara, Binetto, Erchie e Mesagne al marchese di Mesagne Donato Timperi, reo di insolvenza fiscale per oltre un trentennio. Successivamente se lo aggiudicò all'asta per 61.000 ducati il barone Francesco Noja di Mola di Bari, ma di ascendenza fiamminga, che fece edificare nei pressi delle mura il suo palazzo.
Dopo la proclamazione della Repubblica Napoletana nel 1799, in diverse città del regno sorsero repubbliche giacobine, il cui simbolo era l'albero della libertà piantato nel centro della piazza principale. A Bitetto il dottore in giurisprudenza Angelo Antonucci, di fede repubblicana, tentò di condurre la città alla ribellione contro il barone, senza riscuotere alcun successo a causa della forza e prepotenza di Vincenzo Noja. Con l'arrivo delle truppe francesi, tuttavia, il 5 aprile la città si arrese e il barone fuggì con la sua famiglia. Dietro pagamento di 16800 ducati al capo dell'armata francese, la città occupata fu risparmiata; venne quindi piantato l'albero della libertà. Quando, però, i sanfedisti del cardinale Fabrizio Ruffo risalirono il regno, i bitettesi, consci della prossima sconfitta dei rivoluzionari, si scatenarono contro i repubblicani. Il 16 maggio 1799, dopo soli quaranta giorni, la repubblica cadde e il barone riprese il potere.

### Età contemporanea

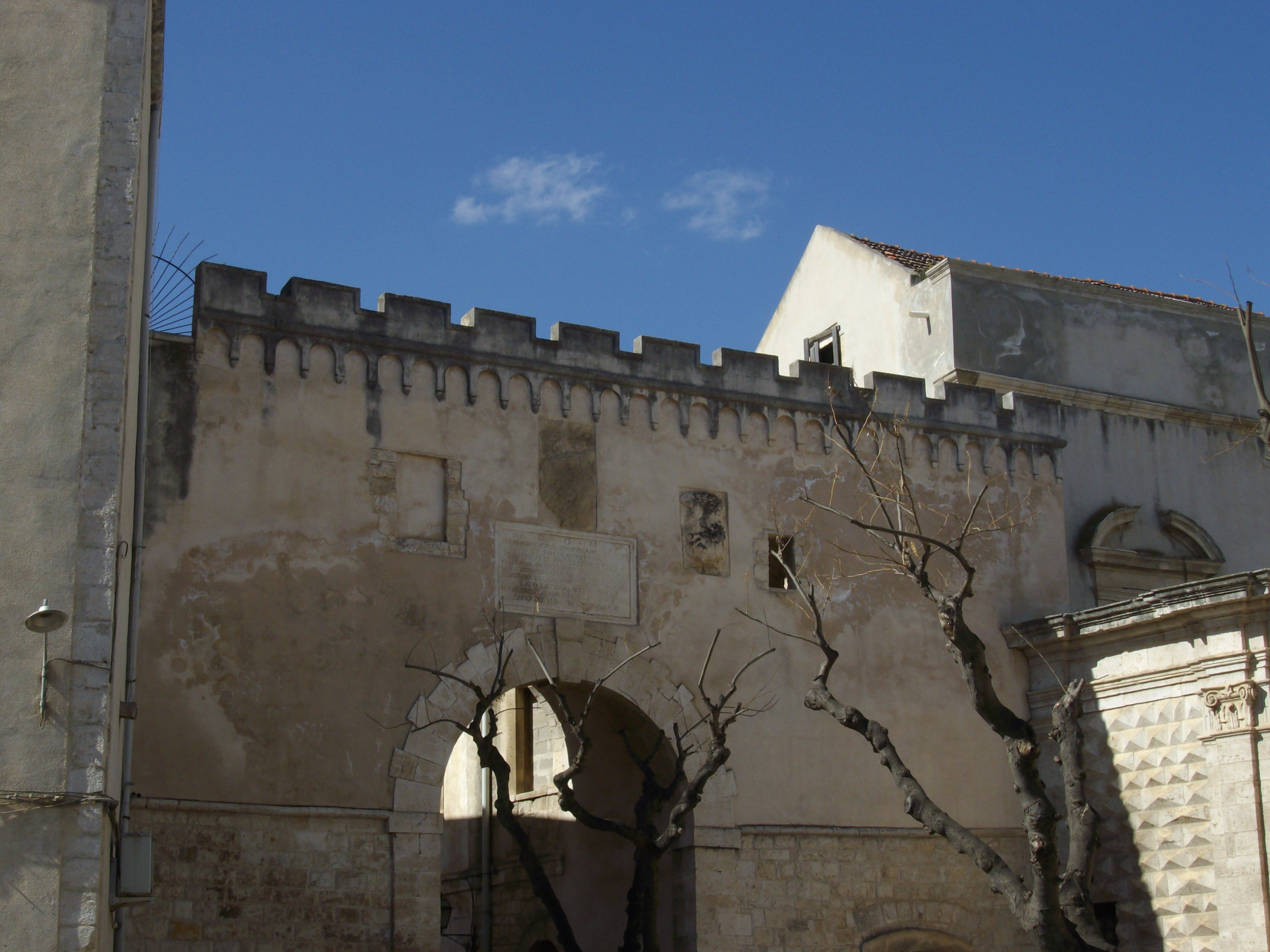
Porta Piscina

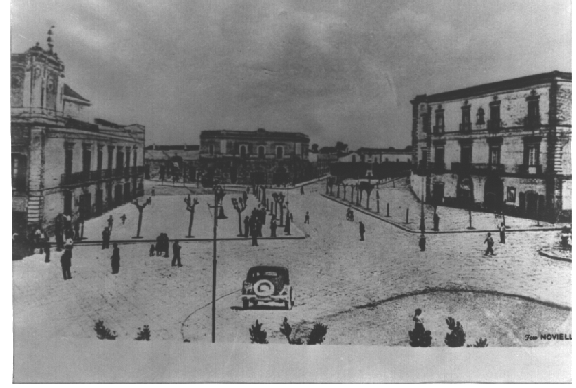
Foto storica

Nel 1818, con la bolla De Utiliori, papa Pio VII soppresse l'ormai decaduta diocesi di Bitetto, accorpandola definitivamente all'arcidiocesi di Bari.
Nel XIX secolo cominciò l'espansione della città fuori dalle mura medievali, con l'abbattiemento delle antiche porte: in particolare furono rimossi i battenti della porta delle Piscine, onore e vanto del popolo per la sua bellezza, e furono demolite la porta Comunale, ritenuta troppo angusta, e la porta della Maddalena; questa decisione, oltre a favorire l'espansione del borgo e le comunicazioni tra la parte antica e moderna, permise una maggiore salubrità dell'aria, permettendo un continuo ricambio della stessa.
Durante il Risorgimento il popolo bitettese si mostrò fedele alla corona borbonica: mentre i liberali progettavano il da farsi in vista dell'arrivo di un contingente garibaldino il 5 settembre, il popolo covava la ribellione, motivata dalle privazioni subite, dalla fame (l'inverno e la primavera del 1860 erano stati particolarmente duri) e dalla paura di dover cambiare re, ritenendo Vittorio Emanuele II troppo distante rispetto a Francesco II, che aveva fatto distribuire pane e latte a causa della carestia. Il 3 settembre il popolo, preoccupato che lo stemma borbonico fosse sostituito con quello sabaudo, assaltò il Posto di Guardia, ribellandosi contro i galantuomini; requisirono tutte le armi e ripristinarono la Guardia Urbana, l'istituzione dell'antica monarchia. La rivolta, dopo essersi calmata verso sera, riprese durante la notte e fu definitivamente sedata alle quattro del giorno successivo, con l'arresto dei rivoltosi da parte della Guardia Nazionale. Il cinque settembre giunsero anche i garibaldini, guidati dl tenente colonnello Romano e dal comandante Tanzi. Una sentenza del febbraio 1861 stabilì che, dei 205 fermati, solo 123 venissero trattenuti, anche se di questi 24 restarono in carcere, mentre gli altri avevano l'obbligo di presentarsi al Tribunale di Trani quando richiesto; intanto ben 67 colpevoli erano ancora latitanti. Il 24 agosto 1861 la Gran Corte Criminale di Bari emesse la sentenze: i rivoltosi furono condannati per la maggior parte ai lavori forzati, con pene diverse a seconda della colpevolezza; pochi furono condannati alla reclusione, solo uno fu scagionato.
Bitetto partecipò attivamente alla Resistenza durante la seconda guerra mondiale. Il 9 settembre, diffusasi la notizia dell'armistizio di Cassibile, un reparto di tedeschi, di stanza nell'edificio della scuola elementare, si appostò nei campi, tra il parco della Benedetta e quello dei Tre ponti, sistemando le mitragliatrici in direzione del paese. In mattinata arrivò un reparto di fanti, il cui comandante fu avvisato da Padre Geremia, frate del Santuario del Beato Giacomo, di non percorrere la strada verso Grumo Appula, ma di sorprendere i nazisti alle spalle. Egli, tuttavia, non prestò ascolto al consiglio e fece disporre i soldati in fila indiana lungo la strada, ponendoli sotto il tiro dei tedeschi, che spararono. I soldati italiani, quindi, si ritirarono, cercando rifugio nelle case circostanti; i tedeschi allora si avvicinarono al paese uccidendo alcuni soldati. Un atto di particolare ferocia fu commesso contro il sottotenente Pietrangelo Siviglia, che vigilava lungo la linea ferroviaria Bari - Taranto: fu prelevato da una pattuglia tedesca, portato in una cava e abbattuto a colpi di mitraglietta; il suo corpo fu interrato fino al petto in una buca scavata da un soldato italiano. Quando giunse la voce che i tedeschi si stavano avvicinando al paese, il popolo insorse: una camionetta tedesca che giungeva da Palo del Colle fu sorpresa e bloccata; in piazza Diaz un'autocolonna nazista proveniente da Bitritto fu raggiunta da colpi di fucile e da due bombe a mano. La resistenza terminò alle ore 17.00: i tedeschi andarono via e il paese fu libero, pur col sacrificio di 22 soldati. Per questo atto di eroismo Bitetto è stata insignita nel maggio 1993 della medaglia d'oro al merito civile.

### Simboli

Stemma del comune di Bitetto

Lo stemma, risalente al 1200, è stato riconosciuto con decreto del capo del governo del 12 luglio 1935 e successivamente concesso con decreto del presidente della Repubblica del 23 aprile 1988.
Il liocorno indica che il valore dei bitettesi deve risiedere nelle virtù intellettive della saggezza, della prudenza e dell'astuzia, così come l'animale fantastico ha la sua forza nel capo. La vite carica di grappoli rappresenta l'abbondanza e la fertilità delle campagne del territorio. La stella simboleggia gli ideali a cui l'uomo deve tendere e che, come le stelle, non tramontano mai.
Il gonfalone cittadino ripropone lo stemma su un drappo verde, riccamente ornato con ricami argentei e recante in alto la denominazione della città.

## Monumenti e luoghi d'Interesse

### Architetture religiose

#### Chiesa di San Michele Arcangelo

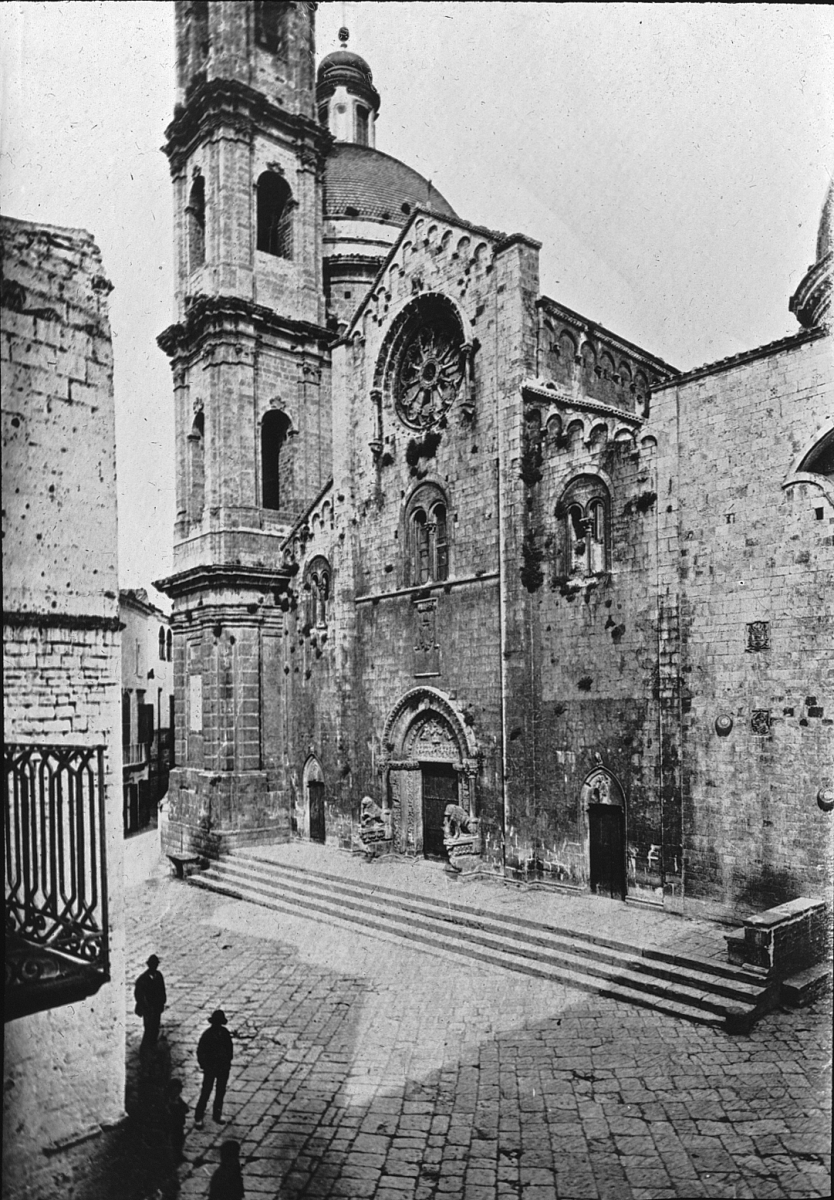
La chiesa di San Michele Arcangelo in una foto storica

Principale monumento del paese, la chiesa di San Michele Arcangelo è uno degli esempi più puri del romanico pugliese. L'epigrafe nei pressi del portale rivela che la facciata fu edificata nel 1335 da Mastro Lillo da Barletta su commissione del vescovo Bonocore, che volle ricostruire il tempio della città nel luogo dove sorgeva una cattedrale più antica. Bitetto era infatti sede diocesana sin dall'XI secolo.
Orientata secondo l'antico uso con il presbiterio ad est, la chiesa presenta una severa facciata tripartita da paraste e munita di un grande rosone archivoltato. Dei tre portali, quello centrale si connota per un ricco apparato scultoreo: due leoni in pietra, accosciati su possenti mensoloni, reggono colonne dai capitelli a motivi vegetali che sostengono una lunetta con i bassorilievi del Cristo e dei dodici Apostoli. Gli stipiti esterni presentano invece scene del Nuovo Testamento.
L'interno, che nel Settecento fu pesantemente intonacato ed è stato riportato all'originario stile romanico nel 1959, è scandito in tre navate da setti murari a triplo ordine, dove le arcate a doppia ghiera sono sormontate da falsi matronei e più in alto da monofore. Il transetto è triabsidato secondo gli stilemi del romanico pugliese.
Il corpo trecentesco è affiancato sui due lati da due cappelle settecentesche, quella del Purgatorio (a sinistra) e quella del Santissimo Sacramento (a destra). All'esterno il campanile, sempre risalente al XVIII secolo, poggia sulla facciata romanica dalla tipica struttura a capanna.

#### Chiesa di San Domenico
Edificio minore situato fuori dalle mura medievali, databile tra la fine dell'XI secolo e la metà del successivo, la Chiesetta di Santa Maria e San Giovanni Battista venne inglobata negli ultimi anni del 1500 nella chiesa che i Padri Predicatori costruirono a Bitetto in onore di San Domenico, diventandone il presbiterio. Sul retro si può ben notare l'abside semicilindrica contrassegnata da una cornice a denti di sega, presente anche lungo i lati scoperti del tiburio sul quale poggiava la cupola dell'edificio originario. Le coperture delle volte e del catino absidale erano un tempo rivestite con chiancarelle, in seguito manomesse e sostituite con delle semplici tegole.

#### Chiesa di Santa Maria La Veterana

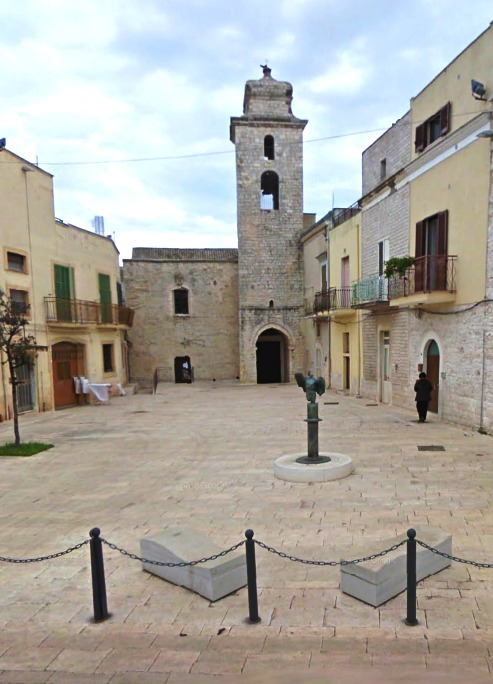
Chiesa di Santa Maria la Veterana e la statua Icaro

Situata in fondo a Corso Garibaldi (ex via Santa Maria la Veterana), la Chiesa di Santa Maria La Veterana (o Vetere), originariamente Santa Maria la Vetrana, è una delle chiese bitettesi situate extra-moenia, nonché una delle più antiche. La testimonianza più antica di questo edificio risalirebbe a un documento del 959, dove si parla di una chiesa consacrata a Santa Maria, mentre la lettura dello stemma presente sulla facciata, se appartenente a Mons. Scicutella, permetterebbe di datare la ricostruzione della chiesa in un periodo compreso tra il 1294 e il 1300. Appartenuto con alterne vicende ai Padri Conventuali, oggi non c'è più traccia del monastero annesso. La chiesa presenta una facciata spoglia, ingentilita solamente sul lato destro dal campanile eretto sul portale principale e addossato ad edifici successivi. internamente la chiesa è divisa in tre navate da pesanti archi: a tutto sesto nella prima campata e a sesto acuto nelle altre due. Questi ultimi sono più bassi rispetto al primo, mentre i pilastri di sostegno sono più spessi; inoltre una cornice della modanatura corre lungo i muri sopra gli archi e si interrompe presso la prima campata. Tutto ciò a testimonianza del fatto che l'edificio ha attraversato almeno due fasi di costruzione. Di pregevole fattura sono gli affreschi presenti lungo le pareti interne della chiesa, riguardanti le "Storie della Vergine" (sul lato sinistro), le "Storie di Cristo" (sulla parete di fondo) e il "Giudizio Universale" (sul lato destro). nella nicchia dell'altare maggiore c'è una statua policroma di legno raffigurante la Vergine; vi è anche ospitato, dopo un recente restauro, un paliotto con pitture su cuoio presumibilmente di origine cipriota, un tabernacolo ligneo del XVIII secolo ed una statua di pregevole fattura raffigurante Sant'Ignazio di Loyola.
Nella piazza antistante la chiesa è esposto Icaro, opera dello scultore statunitense Greg Wyatt.

#### Convento del Beato Giacomo
Il convento, fondato nel 1432, fu inizialmente abitato dai Frati Minori Osservanti, quindi dai Frati minori riformati, per passare poi nelle mani del Comune, che lo cedette alla confraternita del Purgatorio. Rimasto abbandonato, fu in seguito occupato dai Frati nel 1908, ma non nel complesso originario, bensì in un nuovo convento costruito sulle volte del coro e della sagrestia. L'antico convento, malridotto e depredato, fu affidato nel 1981 ai Frati, diventando casa di formazione per i chierici di teologia.

### Altre chiese e luoghi sacri
- Chiesa di San Marco, ormai distrutta
- Chiesa di San Rocco
- Chiesa di San Rocco vecchio, abbandonata nel XVIII secolo
- Chiesa di Santa Maria Mater Domini
- Chiesa e monastero di Santa Chiara, soppresso agli inizi del XIX secolo a causa dello scarso numero di monache
- Chiesa della Vergine Benedetta
- Chiesa di Maria Maddalena
- Chiesa di San Giuseppe
- Cappella della Madonna delle Grazie
- Chiesa del Monte di Pietà

### Architetture civili

#### Il Palazzo del Barone
Situato a ridosso delle mura medievali e della Porta Piscine, l'unica sopravvissuta delle tre originali, si trova il Palazzo Baronale, complesso molto pregevole costruito nel 1773 su volere della famiglia Noya, proveniente da Mola di Bari, che nel 1743 aveva acquistato il feudo di Bitetto dal Principe de Angelis. Il palazzo dei Noya, essendo situato a ridosso delle mura, ha inglobato parte del complesso medievale ed inoltre il palazzo dei De Angelis, attualmente adibito ad abitazione privata.

#### Il Sedile

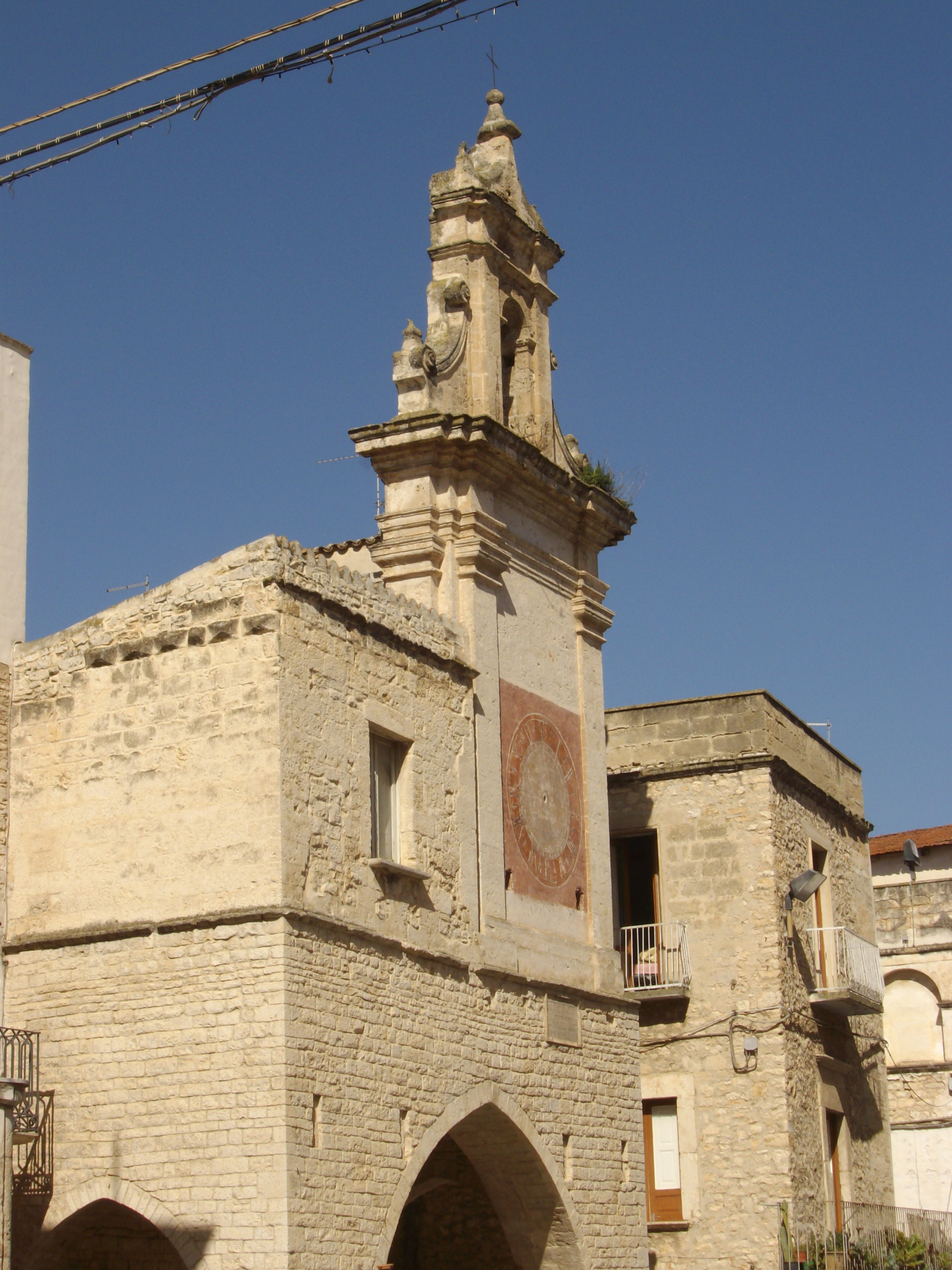
Il Sedile

Posto di fronte alla chiesa di San Michele Arcangelo, il Sedile, antica sede del Comune, era il punto di riferimento per l'Universitas riguardo l'amministrazione, la giustizia e le attività economiche. Al suo interno erano conservate le unità di misura per il confronto con quelle usate dai forestieri. Qui risiedeva il Mastro Mercato, che regolava lo svolgimento di mercati, fiere e aste.
Inizialmente era di forma cubica, con tre grandi arcate ogivali rivolte alla piazza che davano accesso agli uffici per le cause riguardanti piccoli reati e per la redazione degli atti legati alla vita pubblica. Nel XVIII secolo fu innalzato il primo piano e fu costruita una torre campanaria. Al primo piano fu alloggiata, nel XIX secolo, la gendarmeria borbonica. Probabilmente una delle stanze fu adibita a prigioni per i criminali in attesa di trasferimento. Sulla facciata è presente una protome leonina, utilizzata come gogna per i condannati, e una meridiana con gnomone, trasformata in un quadrante di orologio.

#### La casa dei Cavalieri di Malta
Di questo monumento medievale, sito nel centro storico, si sa pochissimo: la stessa attribuzione all'Ordine dei Cavalieri di Malta proviene dalla tradizione locale. Studi recenti attestano, tuttavia, la presenza di numerosi possedimenti di quest'Ordine cavalleresco in Contrada Bavotta (nell'agro di Bitetto), dove i Melitensi erano tenutari di una masseria denominata "Calcara alla Bazia". La presenza, inoltre, di una vistosa croce ottagonale sulla soglia dell'antico 'hospitale' di S.Giacomo, a pochi metri dalla casa-torre, parrebbe confermare la tradizione popolare. Databile tra il XIII e il XIV secolo, la costruzione, in conci ambrati, è a due piani. All'esterno della facciata una scala rampante parte dalla strada fino ad arrivare all'ingresso del primo piano, sormontato da un architrave con cornice a denti di sega. Al secondo piano una bifora ogivale ravviva la parete spoglia. Ai lati della bifora, a livello del piano d'imposta dell'arco, fuoriescono due mensole decorate e forate. Il lato orientale presenta due ingressi ogivali al piano terra. L'intero edificio ha sul retro una corte di servizio, grazie al quale si scopre l'impianto "a Croce di Sant'Antonio|tau" della casa poiché, perpendicolarmente al corpo della fabbrica, si innesta un'ala occultata da edifici successivi, anch'essa a due piani.

#### Il Monumento ai Caduti
Situato in piazza Umberto I, il monumento, dedicato ai caduti bitettesi della prima guerra mondiale, fu eretto nel 1923, opera dello scultore Tonini di Roma, grazie all'avvocato Domenico Abruzzese, ai cittadini, all'amministrazione comunale e alla comunità bitettese risiedente negli Stati Uniti d'America. Esso è costituito in pietra bianca con iscrizioni metalliche ed elementi statuari, tra cui spicca quello bronzeo della Vittoria Alata, che campeggia sulla sommità del monumento. Alle sue spalle è presente un cannone di bronzo, residuo bellico del 1918, tolto agli austriaci.

### Architetture militari

#### Mura
La muraglia era caratterizzata da imponenza e solidità, che avrebbero garantito la salvezza della città in caso di assedio. in tempi critici, le vie esterne erano vigilate da soldati posti di guardia su alcuni dei trentasei torrioni di forma rettangolare che insistevano sul perimetro della cerchia muraria, a quindici metri l'uno dall'altro, ma a due a due per custodire le porte di accesso. Esternamente appariva compatta e ininterrotta, senza alcuna apertura per non indebolirne le difese. Una prima muraglia viene attestata già dal 1099, epoca in cui vi era "una turricella a oriente e una casa vecchia". La preesistenza di una cinta fortificata è confermata da Lorenzo Giustiniani, che scrisse nel 1797: "Sotto Carlo I [Bitetto] incominciò a riedificarsi nel luogo del castello fortificato d'intorno di torri e di mura, verso il 1266 e da quel tempo è rimasta sino al presente di piccola estensione".

#### Porte
Si poteva accedere alla città attraverso tre porte, abbattute nel XIX secolo durante il processo di espansione della città al di fuori del borgo antico. Esse erano aperte di giorno, dopo che la campana della cattedrale aveva suonato il Mattutino, fino alle due di notte.

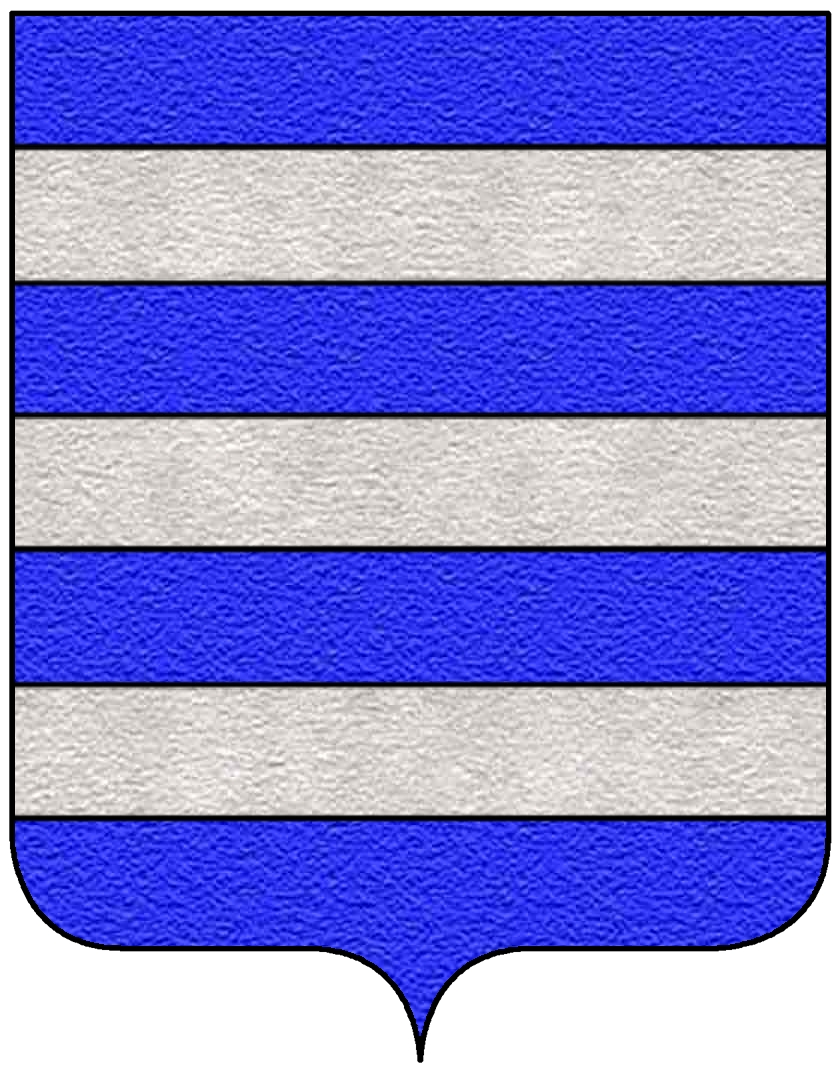
Stemma della famiglia De Angelis

##### Porta Piscina
Si ergeva ad est, accogliendo i viaggiatori da Bari e da Modugno, ed era la porta più importante della città. Era l'onore del Comune e il vanto della famiglia De Angelis: Flaminio De Angelis, infatti, ottenuto il titolo di principe della città volle dimostrare la riconoscenza per i doni ricevuti col feudo rendendo più imponente e ampia la porta (1634). Sul portale anticamente si stagliavano tre stemmi: quello del Comune, quello di Filippo IV di Spagna (allora re di Napoli) e quello della famiglia De Angelis.

##### Porta Comunale
Posta a sud, veniva chiamata anche delle beccherie perché fuori di essa erano situati il macello e le due botteghe del fornello per cuocere la carne di proprietà comunale.

##### Porta della Maddalena
Era posta a ovest e prendeva il nome dalla cappella lì situata.

### Altro

#### Osservatorio faunistico
A Bitetto ha sede l'Osservatorio faunistico regionale - Centro Recupero Selvatici, una struttura tecnica della regione con funzioni di indirizzo, programmazione e coordinamento.

## Geografia antropica

### Frazioni
Il comune di Bitetto non ha frazioni all'interno del proprio territorio. Curiosamente, sulla maggior parte delle mappe viene erroneamente indicata contrada Fratta come tale. Tuttavia, essa è solo una strada vicinale posta appena al di fuori del centro abitato, sulla quale si affacciano alcune abitazioni private.

## Società

### Evoluzione demografica
Abitanti censiti (1731-1858)

Abitanti censiti

### Etnie e minoranze straniere
Gli stranieri residenti a Bitetto al 31 dicembre 2019 erano 231, pari al 1,94% della popolazione complessiva. Le comunità più numerose sono:
- India, 124
- Romania, 26

### Religione
Bitetto fu sede vescovile dall'XI secolo fino al 1818. Oggi l'antica diocesi è divenuta una sede titolare.
A Bitetto sono venerati tre santi patroni:
- Beato Giacomo Illirico (27 aprile), frate francescano che ha vissuto nel locale convento.
- Maria Addolorata (prima domenica di settembre), venerata fin dal '700 per le grazie ricevute; in particolare si ricorda il miracolo del mandorlo rifiorito, avvenuto il 13 e 14 marzo 1747, quando, dopo un'improvvisa gelata notturna, ci fu una rifioritura delle gemme dei mandorli grazie alle preghiere e alla devozione alla Vergine[32].
- San Michele Arcangelo (29 settembre), del quale Antonio De Blasio nel 1719, su commissione del vescovo dell'epoca, forgiò una statua in argento placcato d'oro. L'effige, recentemente restaurata e portata all'antico splendore, è stata esposta per un periodo limitato alla Galleria nazionale della Puglia di Bitonto[33]. Ogni anno il popolo affida al Santo il compito di proteggere la città, attraverso il rito della consegna delle chiavi.

### Tradizioni e folclore

#### Fiere
A Bitetto si svolgono tradizionalmente due fiere: una il 25 marzo, festa dell'Annunziata, e l'altra il 22 luglio, giorno della Maddalena.
La prima, la più antica, si volge lungo quello che anticamente era un asse viario peuceta, sul quale i Romani avevano innestato l'Egnatina, una strada che dalla Premurgia giungeva al mare, passando per Grumo Appula, il casale di Santa Maria La Veterana e il casale di S. Marco. L'esistenza della fiera di Primavera è attestata da un documento del 14 marzo 1431 con il quale Lorenzo de Attendolis, per volere della regina Giovanna II, concedeva all'Universitas di spostare la fiera dell'Annunziata a luglio. A tal proposito bisogna ricordare che gli Angioini erano particolarmente devoti alla Maddalena e ne avevano portato il culto in Italia dalla Provenza.

#### Carnevale

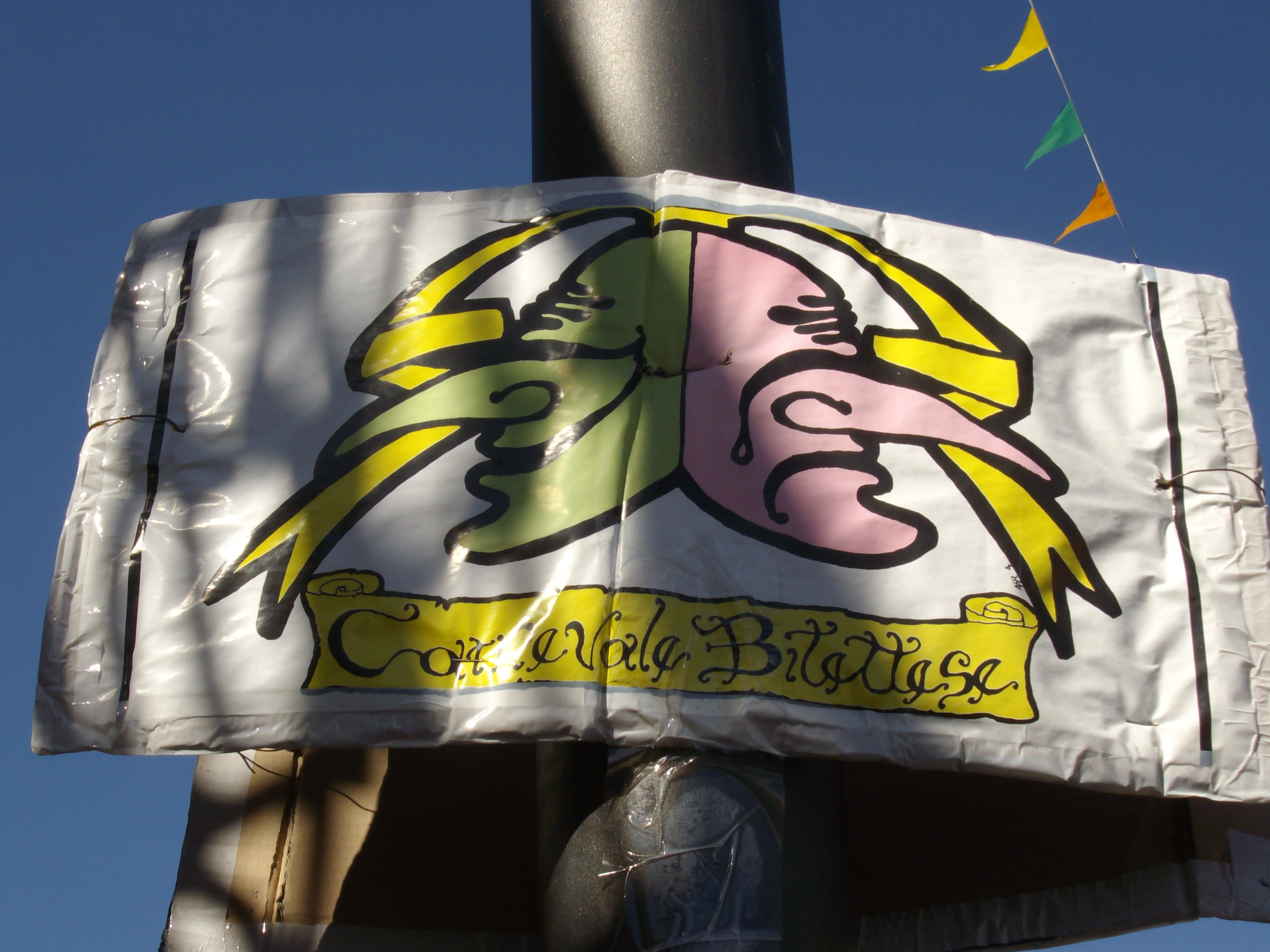
Maschera del Carnevale Bitettese

Nei giorni precedenti martedì grasso a Bitetto si tenevano sfilate di carri e gruppi mascherati; il martedì, invece, a chiusura del Carnevale, veniva allestita una camera ardente per la morte del Minnore, un fantoccio, che simboleggia la stessa festa, a cui viene dato fuoco.
Bitetto possiede una sua maschera, ripresa da una in pietra posta sulla facciata di un palazzo del centro storico.

#### Mercato Medievale e Corteo Storico

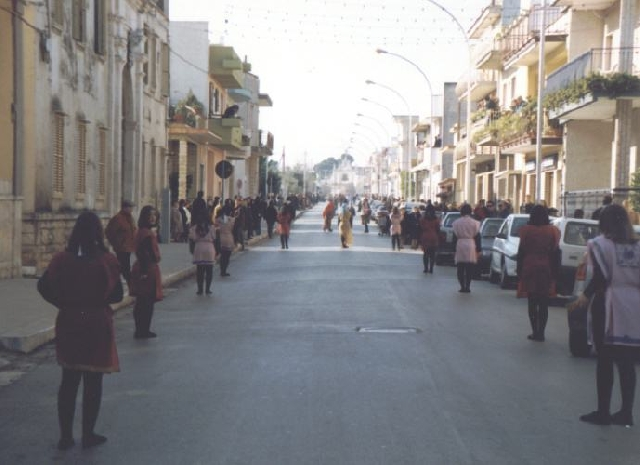
Scena del Corteo Storico

Ogni anno, tra il 25 aprile e il 1º maggio, a Bitetto si svolge una rievocazione medievale, durante la quale il Borgo Antico torna all'epoca di Fra' Giacomo (XV secolo); in particolare viene rievocato un episodio storico, ovvero il Ringraziamento del duca d'Atri e signore di Bitetto Andrea Matteo Acquaviva al frate. Il duca, infatti, aveva partecipato alla Congiura dei baroni contro Ferdinando I e, sconfitto, si era rifugiato in convento: qui incontrò Fra' Giacomo che gli predisse il perdono del Re, a differenza degli altri congiurati che sarebbero stati decapitati; inoltre il Frate gli predisse la nascita di un figlio maschio. Verificatesi entrambe le predizioni, il Duca tornò a Bitetto con la famiglia e la corte per ringraziare il Frate, facendo costruire, in segno di devozione, la strada rettilinea che collega il Convento Francescano al paese (oggi via Beato Giacomo).

#### Presepe vivente
Ogni anno, dal 24 dicembre al 6 gennaio, all'interno del Santuario del Beato Giacomo, si svolge il Presepe vivente, organizzato dai frati francescani, diviso in due ambientazioni: da un lato scene di vita popolare, che ripropongono i mestieri del passato, dall'altro la scena sacra, ambientata nel '400, con il Beato Giacomo e la Sacra Famiglia in abiti del XV secolo, inseriti in un contesto rinascimentale.

## Cultura

### Istruzione

#### Scuole
- Polo Liceale Statale "Edoardo Amaldi" (Liceo Scientifico, Liceo delle scienze umane, Liceo Scientifico Scienze Applicate, Liceo linguistico)
- Sede Coordinata IPSIA "Luigi Santarella" (Indirizzi "Produzioni industriali e artigianali - Moda" e "Manutenzione e assistenza tecnica - Elettrico")
- Istituto Comprensivo "Cianciotta - Modugno" (Scuola dell'infanzia, Scuola primaria, Scuola secondaria di primo grado)

#### Musei

##### Museo della Devozione e del Lavoro
Parte integrante del Santuario del Beato Giacomo, il Museo documenta le umili condizioni di vita della popolazione locale nei secoli passati. Il museo espone oggetti provenienti da donazioni private o da altri conventi, che rappresentano uno spaccato di vita quotidiana, incentrato sui temi della vita domestica, del lavoro femminile del ricamo, della vita dei campi e dei mestieri ormai quasi scomparsi.

### Media

#### Stampa
- bitettonline.it, giornale online[36].

### Cucina
La cucina bitettese racchiude diversi piatti, propri della tradizione pugliese; in particolare:
- la ciallédde, pane raffermo bagnato in acqua e servito con pomodoro, olio e sale;
- le cartellatte, un dolce natalizio costituito da nastrini di sfoglia (preparata con farina, olio e vino bianco) avvolti a formare una sorta di rosa, fritti e imbevuti di vincotto;
- la scarcella, dolce pasquale consistente in una colomba di pane addolcito e glassato, al cui centro è posto solitamente un uovo sodo;
- le chiacchiere, dolce tipico di carnevale.

Tipiche della città sono l'uva, le percoche o percochi e, in particolare, l'Oliva Tèrmite, una cultivar di oliva da tavola originario del territorio bitettese, dove è presente da diversi secoli: un documento del 6 maggio 1186 pubblicato nel Codice Diplomatico Normanno di Alfonso Gallo, infatti, ripete più volte il termine Termitum per indicare la varietà di alberi coltivata.

## Economia

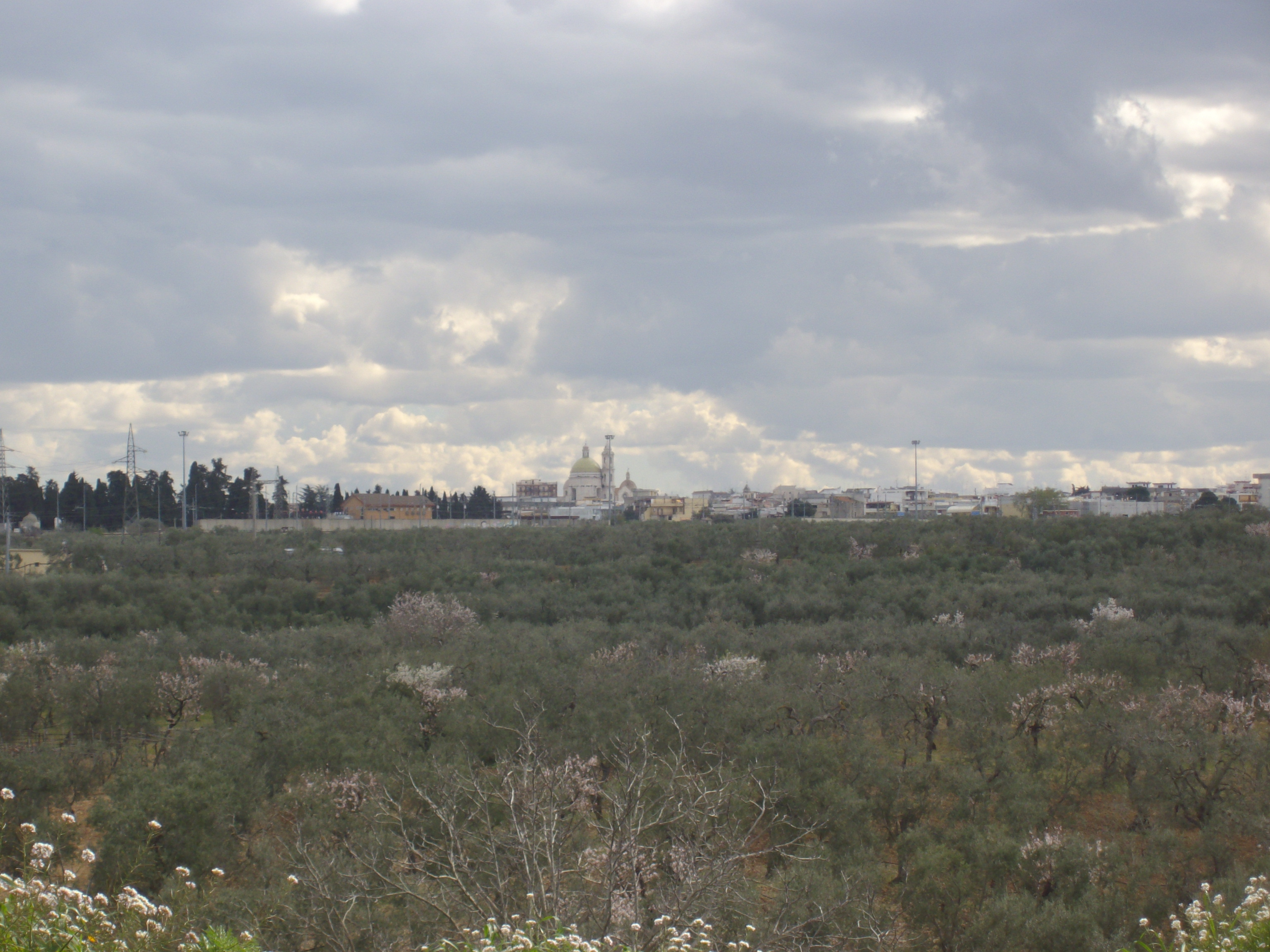
Campagna di Bitetto

L'economia cittadina è da sempre legata all'agricoltura, in particolare all'ulivo: gli uliveti, infatti, costituiscono il 75% dei terreni coltivati. Si producono anche cereali, ortaggi, uva e frutta. È stata definita "Città dell'Oliva Termite".
L'industria è costituita da aziende che operano nei comparti dell'agroalimentare, edile, metallurgico, dell'abbigliamento, dei materiali da costruzione, della produzione e distribuzione di gas.
Il terziario si compone di una discreta rete distributiva e dell'insieme dei servizi, che comprendono quello bancario.

## Amministrazione
Di seguito è presentata una tabella relativa alle amministrazioni che si sono succedute in questo comune.

### Gemellaggi
- Prienai
- Józefów (Masovia)[42]

## Infrastrutture e trasporti

### Strade
La città è collegata ai comuni limitrofi dalle Strade Provinciali 67 (Bitetto-Bitritto), 87 (Bitetto-Palo del Colle), 90 (Bitetto-Sannicandro di Bari), 184 (Bitetto-Cassano delle Murge), 1 (Bitetto-Modugno-Grumo). Il comune è, inoltre, servito da una circonvallazione (SP 206), che consente di smistare il traffico al di fuori del centro abitato.

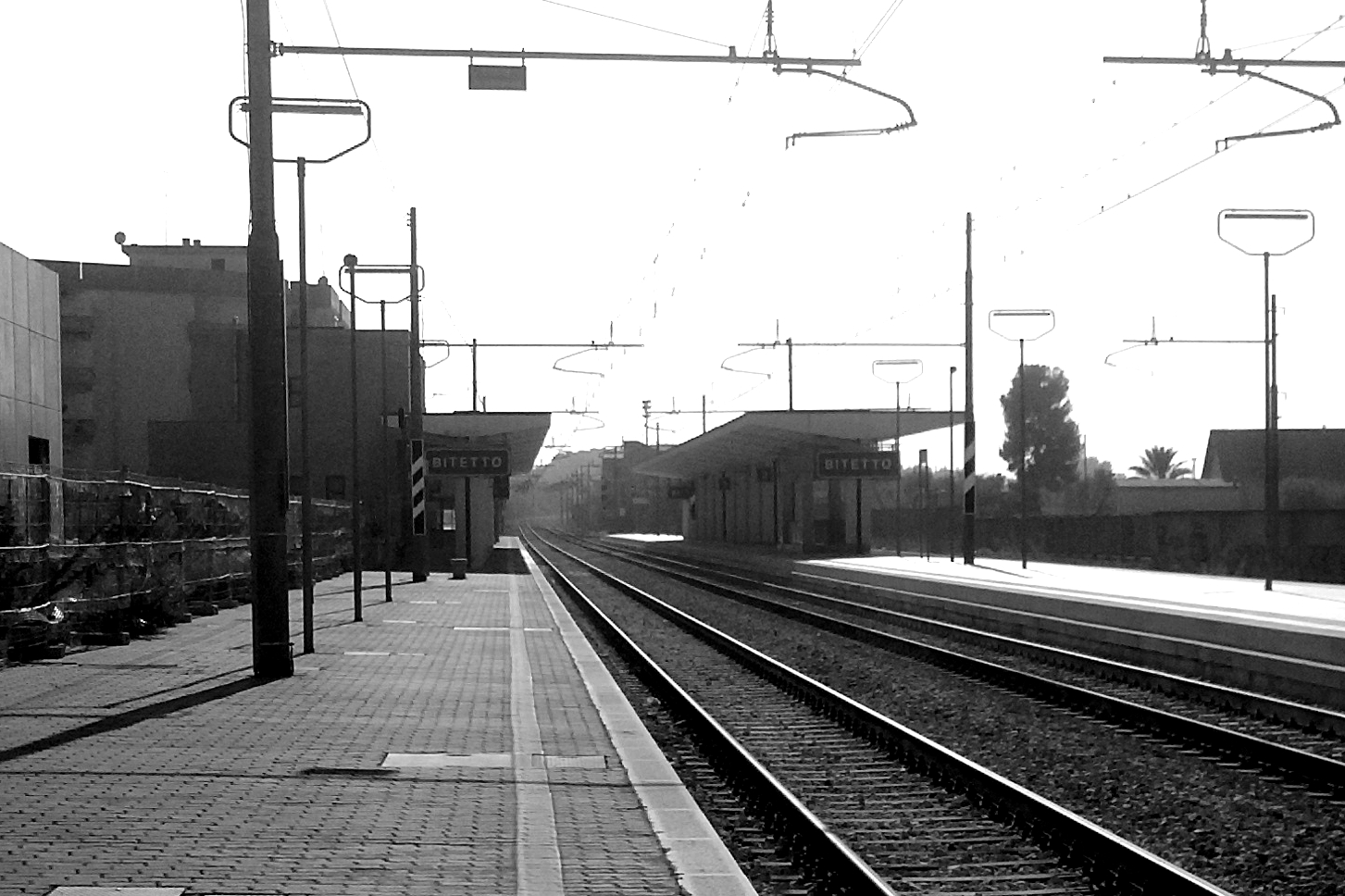
Stazione di Bitetto - Palo del Colle

### Ferrovie
Bitetto è servita dalla ferrovia Bari-Taranto, gestita dalle Ferrovie dello Stato, che consente i collegamenti, attraverso corse giornaliere, con i capoluoghi Bari e Taranto e con altri comuni minori, in particolare Modugno, Grumo Appula, Acquaviva delle Fonti e Gioia del Colle.
La stazione, servita da tre binari, è posta in zona periferica.

### Mobilità urbana
Le autolinee per i collegamenti con i comuni limitrofi sono gestiti dalla STP Bari (linea Bitonto-Palo del Colle-Bitetto-Binetto-Grumo Appula-Sannicandro di Bari-Bitritto-Adelfia) e dalle Ferrovie Appulo Lucane (linea Bari-Modugno-Bitetto-Palo del Colle-Binetto-Grumo Appula-Toritto-Altamura-Gravina di Puglia-Irsina-Genzano di Lucania-Matera-Potenza).

## Sport

### Calcio

#### A.S.D. Bitetto

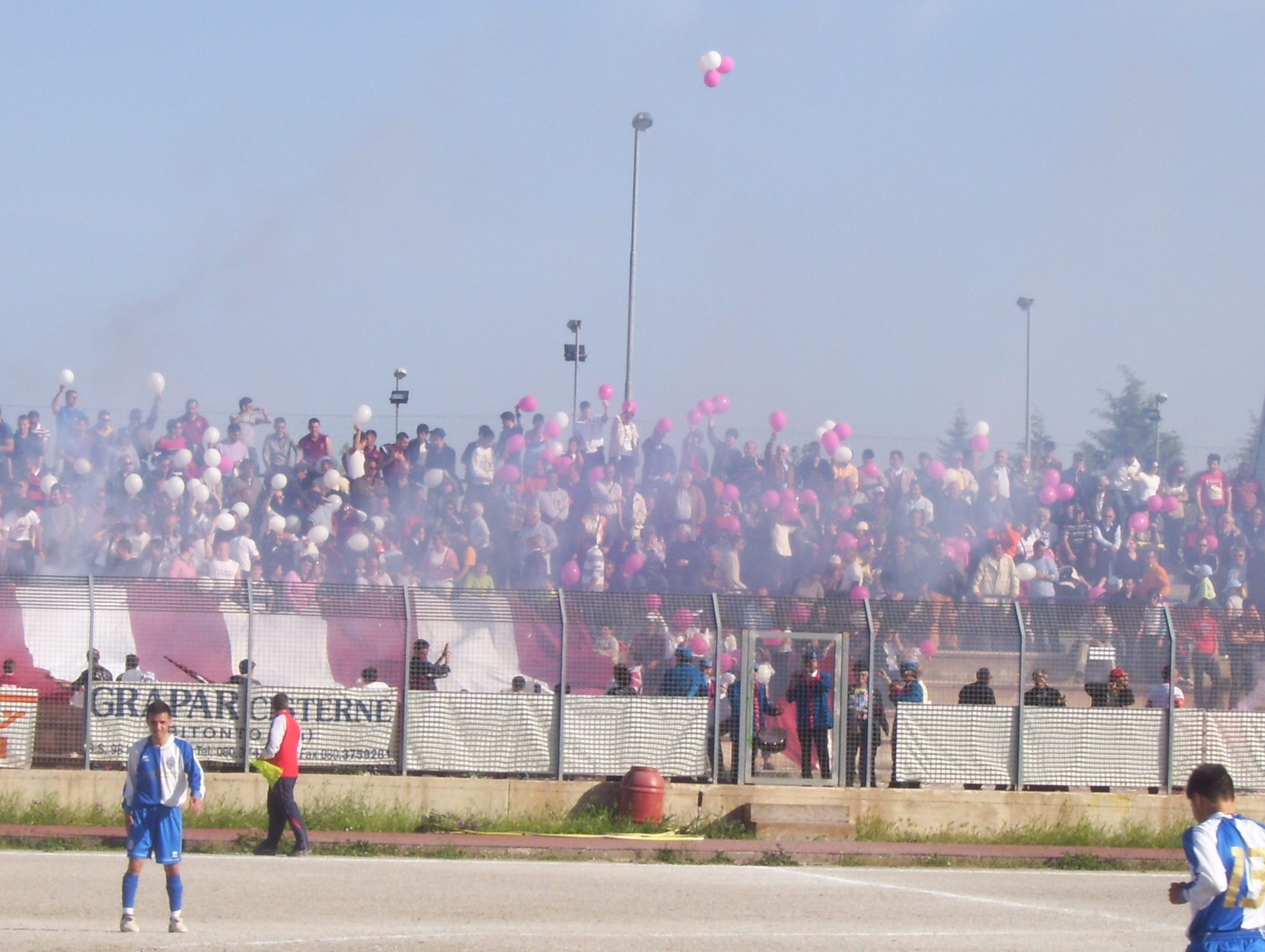
I tifosi del Bitetto al Comunale prima del restyling.

La squadra di calcio della città è l' A.S.D. Bitetto che milita nel girone A pugliese di Seconda Categoria, e gioca le gare interne al campo sportivo comunale "Antonio Antonucci", situato nel quartiere Verzale, rinnovato nel 2010.

#### Altre squadre
Bitetto ospita dal 2013 la Pink Sport Time, società di calcio femminile della città di Bari. La squadra ha giocato a Bitetto due stagioni di Serie B (2013-14 e 2016-17) e quattro stagioni di Serie A (2015-16, 2017-18, 2018-19 e 2019-20).
In passato erano attive altre società calcistiche, tra cui la G.S. Bitettese e la A.S. El Wafaa.

### Altri Sport
A Bitetto sono attive due società di pallavolo, la Pianeta Sport, la cui squadra femminile milita in Serie D, e la Volley Bitetto, che svolge solo attività giovanile.
A Bitetto è presente anche una squadra di Pallacanestro: la Team Fortitudo Bitetto presente dal 2019